# George Thomson
George Thomson (Dundee, Escòcia, 16 de gener de 1921 - Londres 3 d'octubre del 2008) fou un polític escocès que fou ministre diverses vegades al seu país i membre de la Comissió Europea entre 1973 i 1977.

## Biografia
Estudià a l'acadèmia Grove de Dundee va servir a la Força aèria britànica entre 1941 i 1946. Posteriorment, entre 1946 i 1956 fou editor del diari Forward. L'any 1977 fou nomenat Baró Thomson de Monifieth per part de la reina Elisabet II del Regne Unit.

## Activitat política
Membre del Partit Laborista fou escollit diputat al Parlament de Westminster el 1952 per la circumscripció de "Dundee est", escó que no abandonà fins al 1972. El 1964 fou nomenat Ministre d'Estat en el govern de Harold Wilson, esdevenint posteriorment entre 1966 i 1967 Canceller del Duc de Lancaster, entre 1967 i 1968 Secretari d'Estat d'Afers de la Commonwealth, Ministre sense cartera entre 1968 i 1969, i novament Canceller del Duc de Lancaster entre 1969 i 1970.
Gran impulsor de l'europeisme, l'any 1973 fou escollit membre de la Comissió Ortoli, sent juntament amb Christopher Soames els primers britànics a ocupar aquests càrrecs. En la formació d'aquesta Comissió fou nomenat Comissari Europeu de Política Regional, càrrec que desenvolupà fins al 1977.
El 1993 fou nomenat membre de la Cambra dels Lords en representació del Partit Liberal Demòcrata.